# Concessioni del Tirreno
Concessioni del Tirreno S.p.A. è un'azienda italiana attiva nel settore delle infrastrutture e dei trasporti, in particolare nella gestione e manutenzione di tratte autostradali situate nell'area tirrenica dell’Italia centrale e della Liguria. Fondata nei primi anni 2020, l'azienda è concessionaria di diverse tratte autostradali a pedaggio su incarico del Ministero delle Infrastrutture e dei Trasporti e di ANAS. 

## Storia
Concessioni del Tirreno è stata costituita il 9 dicembre 2021 a seguito delle scadenze delle concessioni autostradali in precedenza gestite da Società Autostrada Ligure Toscana (per la A12 e la diramazione A11) e da Autostrada dei Fiori (per la A10), con l'obiettivo di migliorare la gestione di alcune tratte costiere dell’Italia centro-meridionale. La società ha ricevuto in affidamento la gestione di alcune tratte precedentemente sotto la competenza di altri enti o società pubbliche.
Nel corso degli anni, Concessioni del Tirreno ha avviato programmi di ammodernamento e manutenzione straordinaria, con particolare attenzione alla sicurezza stradale e all’adeguamento delle infrastrutture agli standard europei.

## Rete autostradale gestita
Le principali tratte autostradali gestite da Concessioni del Tirreno includono:
- A10 Autostrada dei Fiori, tratto dal Confine di Stato a Savona
- A12 Autostrada Azzurra, tratto da Sestri Levante a Livorno
- A11 Diramazione della Versilia, tratto da Viareggio a Lucca Ovest

Alcune tratte sono ancora in fase di completamento o rientrano in piani di estensione previsti nel Piano Nazionale delle Infrastrutture.